# Chestnut Hill (Massachusetts)
Pour les articles homonymes, voir Chestnut Hill.
Chestnut Hill est un village du Massachusetts, situé à 10 km à l'ouest de Boston, à cheval sur 3 comtés : le comté de Suffolk, le comté de Norfolk et le comté de Middlesex.
Le Boston College, université privée fondée en 1827, est situé à Chestnut Hill.
L'ancien tournoi de tennis US Pro a eu lieu au Longwood Cricket Club (en) entre 1964 et 1999. C'est aussi là qu'a eu lieu la première édition de la Coupe Davis en août 1900.

## Galerie photographique

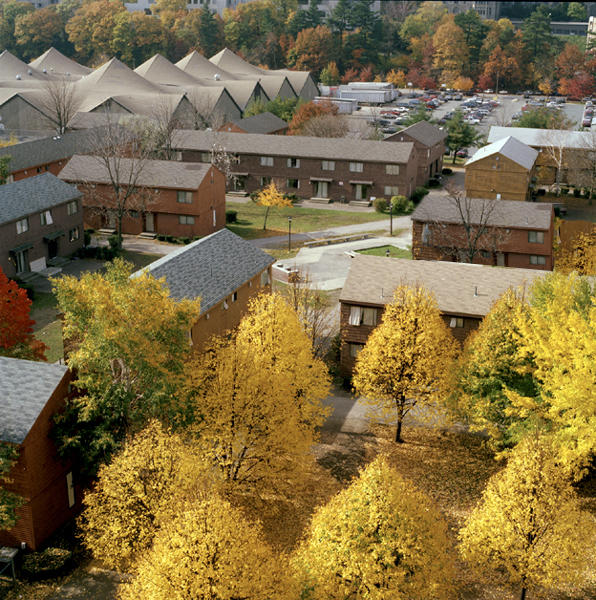
Campus de Chestnut Hill
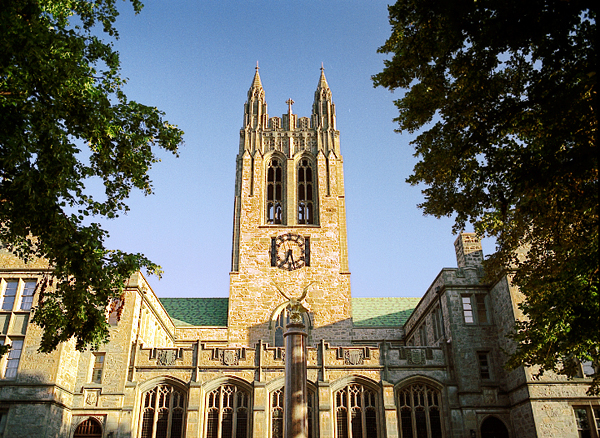
Gasson Tower
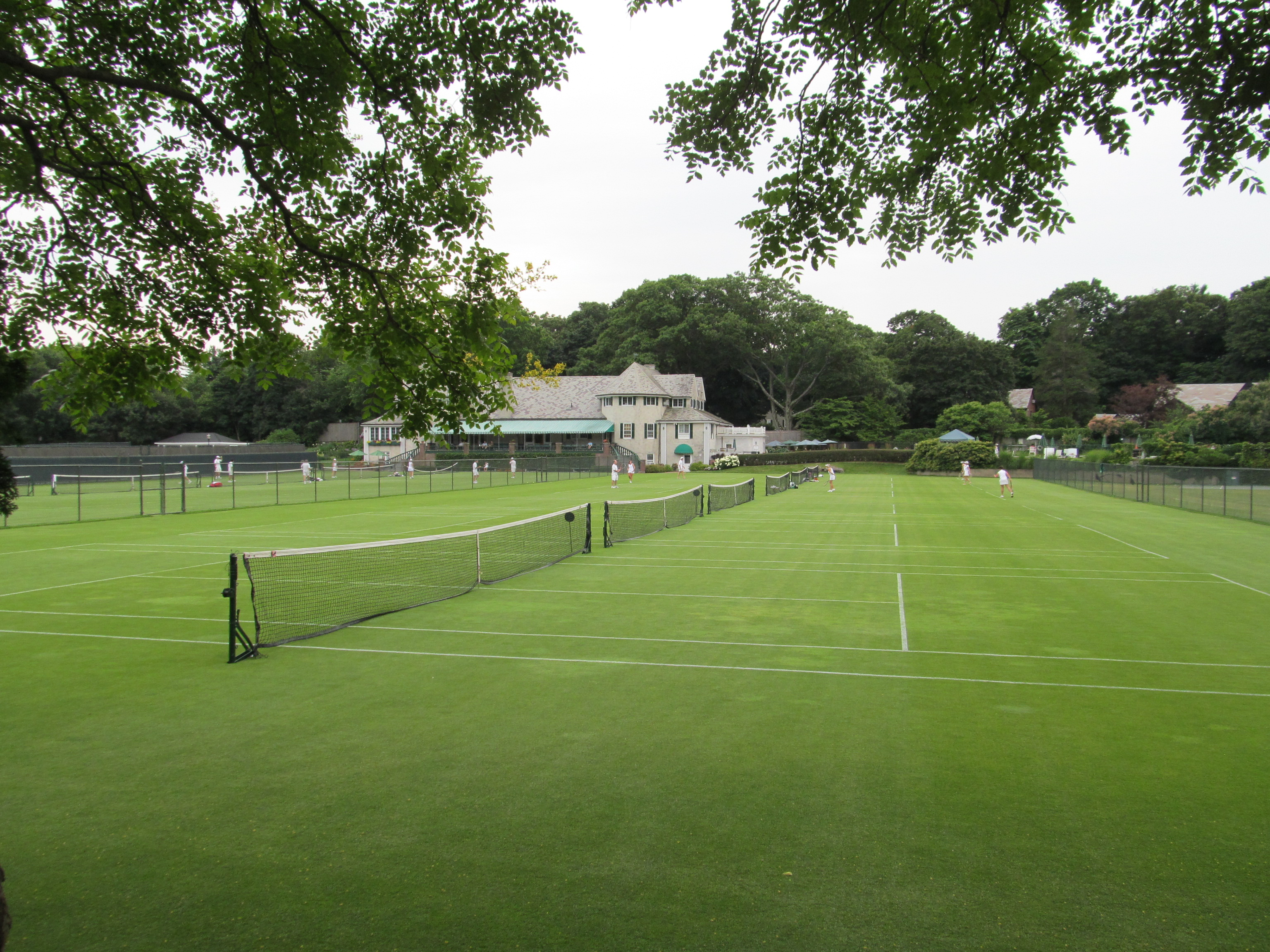
Club de cricket de Chestnut Hill